# العلاقات الفنلندية اليونانية
العلاقات الفنلندية اليونانية هي علاقات خارجية بين فنلندا و‌اليونان. كانت اليونان من أوائل الدول التي اعترفت باستقلال فنلندا في 5 يناير 1918. أقامت الدولتان العلاقات الدبلوماسية في عام 1920. منذ 1 فبراير 1977، لدى فنلندا سفارة في أثينا. ولفترة طويلة كانت فنلندا مُمثلة في اليونان عبر سفاراتها إما في بوخارست و‌روما و‌بلغراد. يوجد في فنلندا 7 قنصليات فخرية في كوس، باتراس، بيريوس، رودس، سالونيك، هيراكليون، وكورفو. اليونان لديها سفارة في هلسنكي و 4 قنصليات فخرية في توركو، كووبيو، أولو، روفانييمي. 
كلا البلدين عضوان كاملان في الاتحاد الأوروبي. 
هناك 1681 من اليونانيين يعيشون في فنلندا، و 1600 من الفنلنديين الذين يعيشون في اليونان.

## وصلات خارجية
- السفارة الفنلندية في أثينا
- وزارة الخارجية اليونانية حول العلاقات مع فنلندا
- السفارة اليونانية في هلسنكي